# Euproctis purpureofasciata
Euproctis purpureofasciata är en fjärilsart som beskrevs av Alfred Ernest Wileman 1914. Euproctis purpureofasciata ingår i släktet Euproctis och familjen tofsspinnare. Inga underarter finns listade i Catalogue of Life.

## Bildgalleri

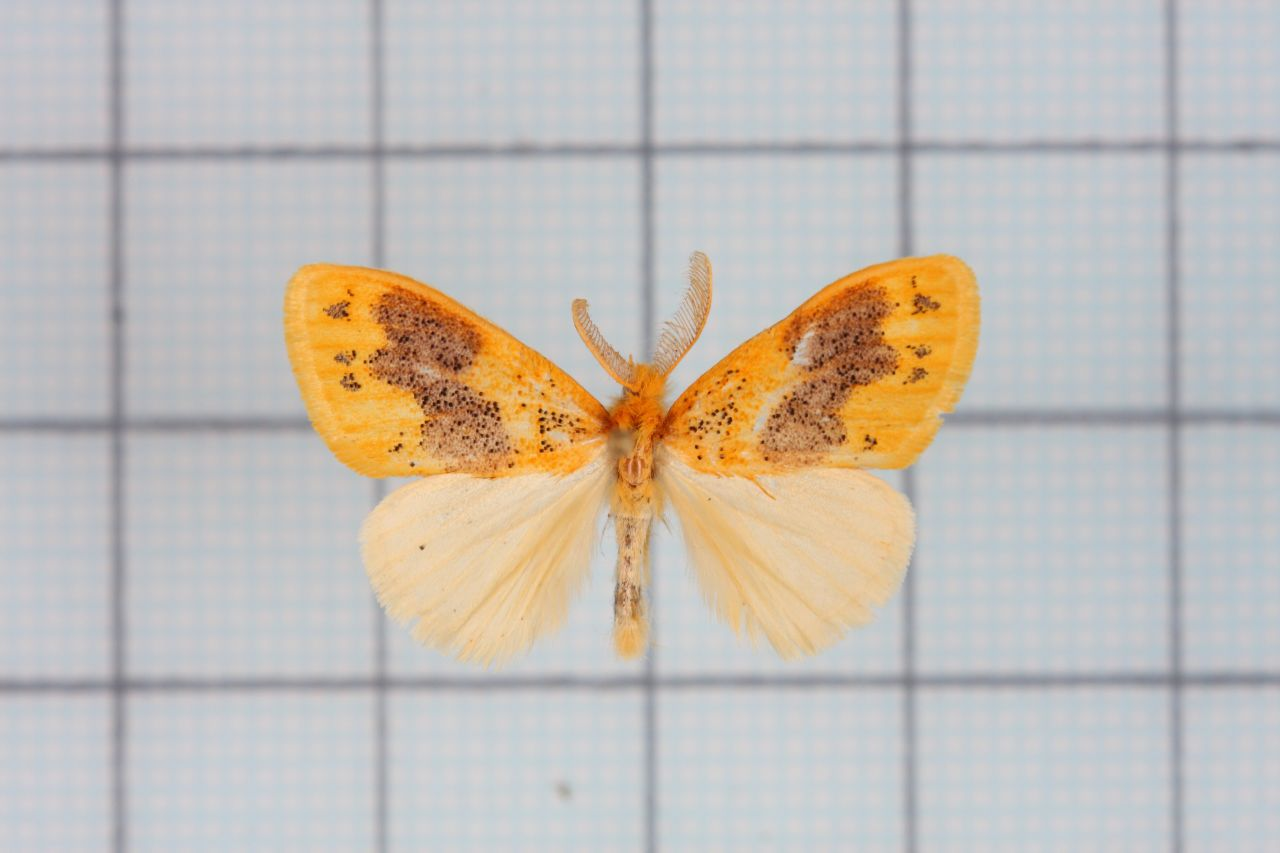
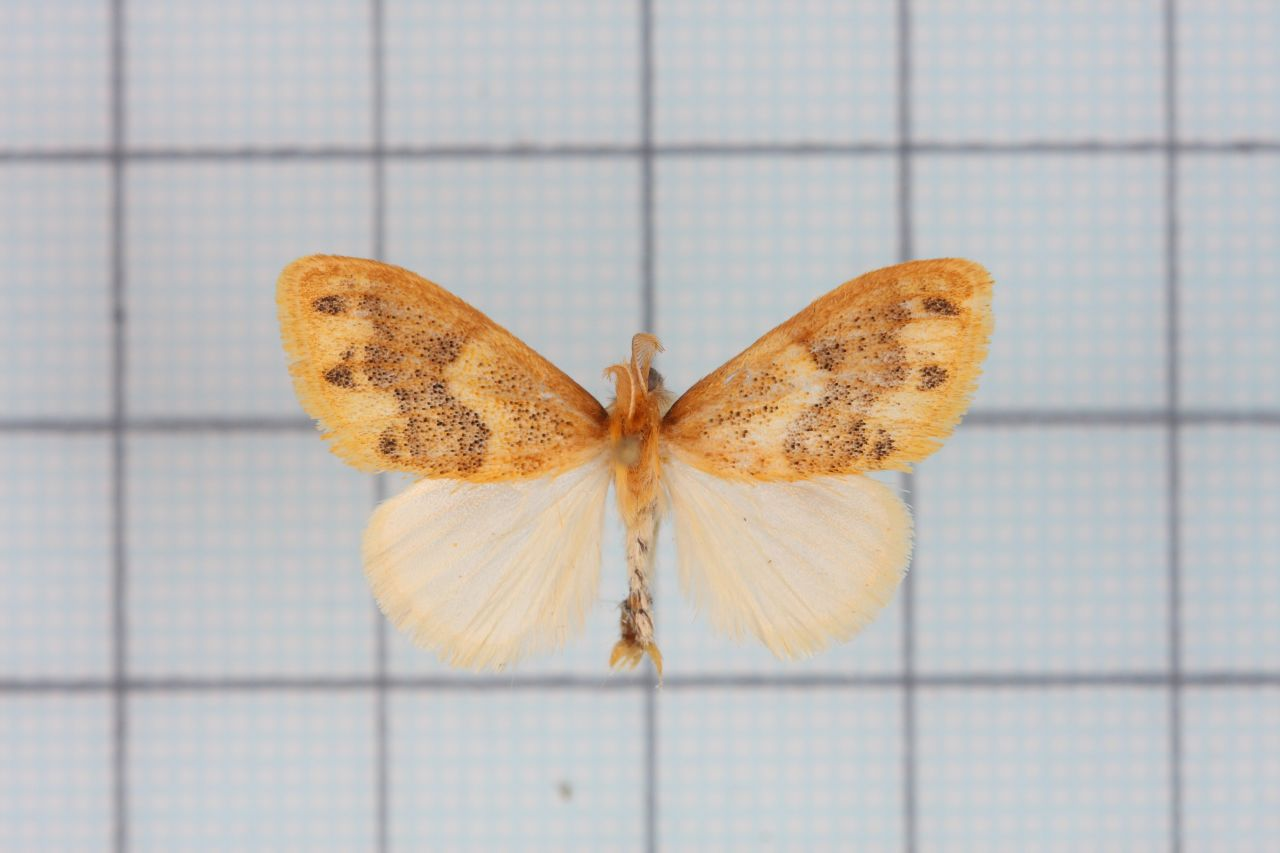
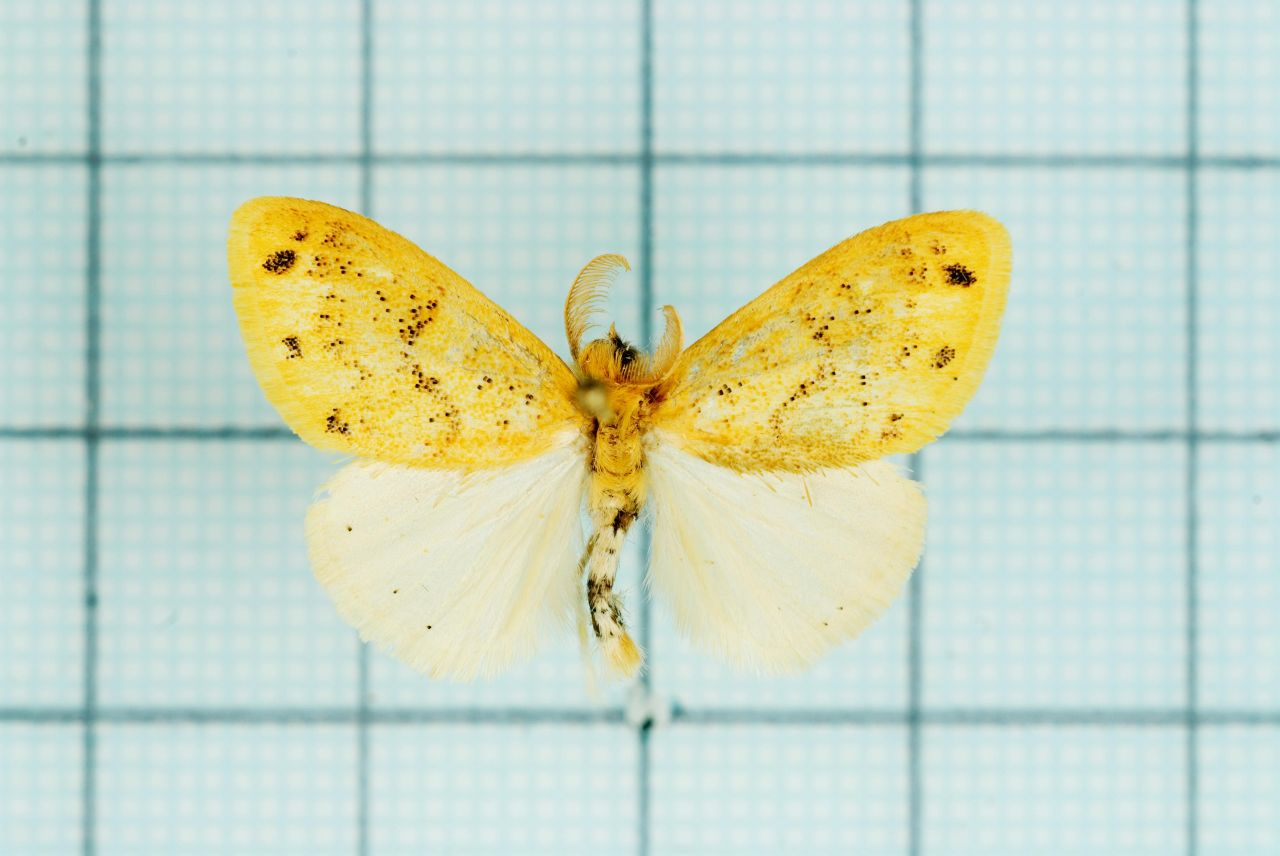
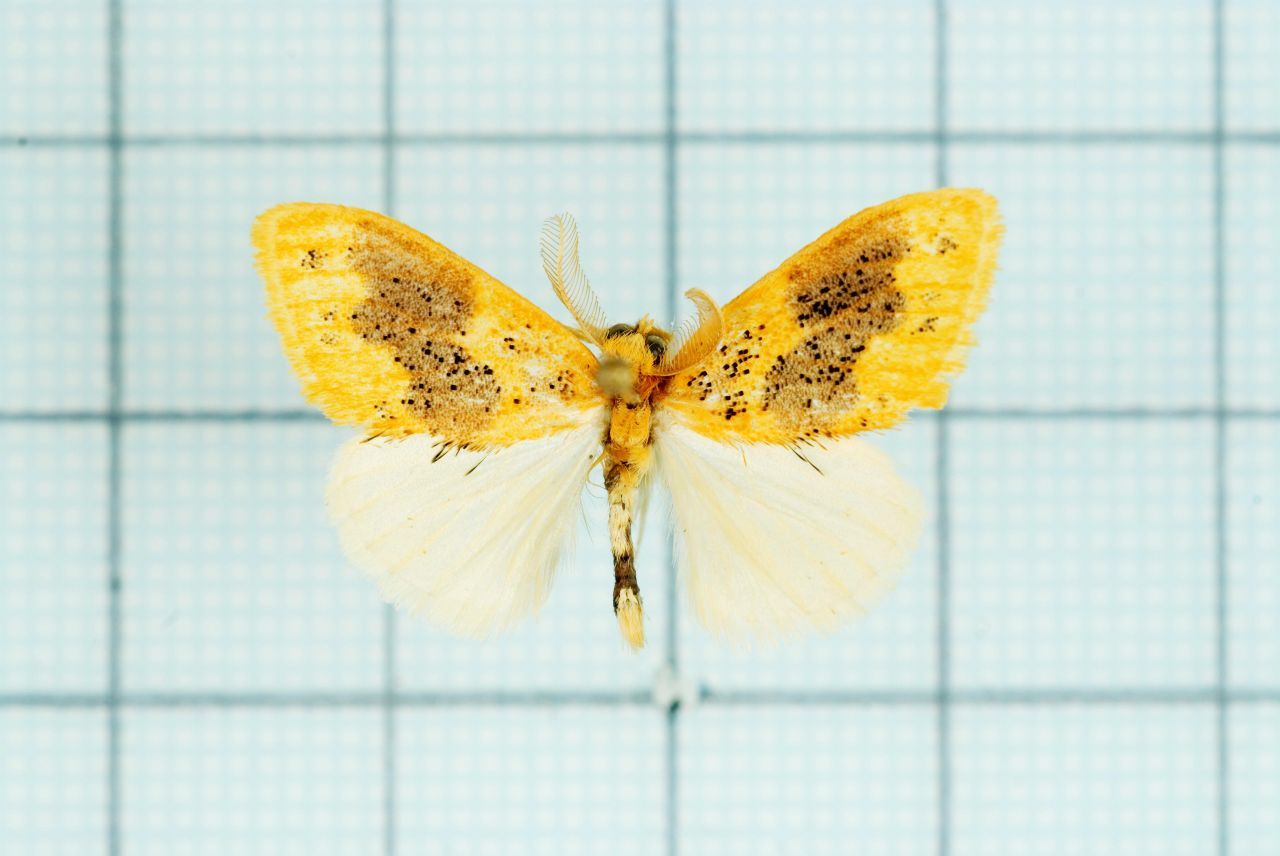